# Fabio Mascheroni
Fabio Mascheroni (Busto Arsizio, 17 febbraio 1977) è un ex mezzofondista italiano.

## Palmarès
| Anno | Manifestazione             | Sede     | Evento              | Risultato | Prestazione | Note                          |
| ---- | -------------------------- | -------- | ------------------- | --------- | ----------- | ----------------------------- |
| 2005 | Mondiali di mezza maratona | Edmonton | Individuale         | 32º       | 1h04'57"    |                               |
| 2005 | Mondiali di mezza maratona | Edmonton | A squadre           |           |             |                               |
| 2006 | Mondiali di mezza maratona | Debrecen | Individuale (20 km) | 49º       | 1h01'38"    | Miglior prestazione personale |
| 2006 | Mondiali di mezza maratona | Debrecen | A squadre           |           |             |                               |

## Campionati nazionali
2001
- 20º ai campionati italiani di maratonina - 1h06'38"

2002
- 17º ai campionati italiani di maratonina - 1h04'22"

2003
- 8º ai campionati italiani assoluti, 5000 m piani - 14'17"08
- 24º ai campionati italiani di maratonina - 1h05'54"

2004
- 19º ai campionati italiani di maratonina - 1h06'32"

2005
- 4º ai campionati italiani assoluti, 10000 m piani - 29'11"03
- Bronzo ai campionati italiani assoluti, 5000 m piani - 14'09"11
- Oro ai campionati italiani di maratonina - 1h04'58"

2006
- 7º ai campionati italiani di maratonina - 1h05'27"

2007
- 9º ai campionati italiani assoluti, 10000 m piani - 30'42"59
- 9º ai campionati italiani di maratonina - 1h05'38"

2008
- 6º ai campionati italiani di corsa campestre - 25'57"

2009
- 8º ai campionati italiani di maratonina - 1h05'24"

2011
- 6º ai campionati italiani di maratonina - 1h04'40"
- 5º ai campionati italiani di 10 km su strada - 30'07"

2012
- 11º ai campionati italiani di maratonina - 1h05'34"
- 15º ai campionati italiani di 10 km su strada - 30'54"

2013
- 16º ai campionati italiani di 10 km su strada - 30'17"

## Altre competizioni internazionali
2000
- 15º alla Maratona d'Italia ( Carpi) - 2h22'26"

2005
- 4º al Giro al Sas ( Trento) - 28'44"
- 7º al Memorial Peppe Greco ( Scicli) - 30'11"
- 13º al Campaccio ( San Giorgio su Legnano) - 37'58"

2007
- 13º in Coppa Europa dei 10000 metri ( Ferrara) - 29'30"44
- Argento a squadre in Coppa Europa dei 10000 metri ( Ferrara)
- 10º alla Cinque Mulini ( San Vittore Olona) - 33'20"
- 7º al Cross della Vallagarina ( Villa Lagarina) - 31'33"

2008
- 13º in Coppa Europa dei 10000 metri ( Istanbul) - 30'07"28
- Bronzo a squadre in Coppa Europa dei 10000 metri ( Istanbul)
- 11º al Giro al Sas ( Trento) - 30'02"

2012
- 26º alla Roma-Ostia ( Roma) - 1h05'34"